# ザ・ブロベックス
ザ・ブロベックス（The Brobecks）は、アメリカ合衆国のインディー・ロック・バンド。2002年にダロン・ウィークスを中心に結成され、2000年代にメンバーの加入や脱退を繰り返しながら活動を続けた後、2024年に再結成した。再結成以降のメンバーはウィークス、マイケル・グロス、マット・グラス、ブライアン・シマンスキの4人。結成以来、『Understanding The Brobecks』（2003年）、『Happiest Nuclear Winter』（2005年）、『Goodnight, and Have a Pleasant Tomorrow』（2006年）、『Violent Things』（2009年）の4枚のスタジオ・アルバムを発売している。

## 経歴

### 1996年 - 2002年: 1000 West - 結成
1996年、スコット・ジョーンズ（ボーカル）、マット・グラス（ドラム）、コーリー・ロウリー（ギター）、ダロン・ウィークス（ベース）の4人で1000 Westを結成。ビートルズのコピーバンドとして活動した後、メンバーが入れ替わりながらもアルバムを複数制作し、2000年代初頭に解散した。
2002年、100 Westのオリジナルメンバーであるウィークス、ジョーンズ、グラスの3人にマイケル・グロスを加えた4人でザ・ブロベックスを結成。バンド名の由来について、ウィークスは「若い頃に知り合った嫌われ者へのオマージュ」と説明している。

### 2003年: 『Understanding the Brobecks』
2003年7月4日、公式サイト上でアルバム『The 4th of JuLive』の録音を行い、Shoshin Productionsからの発売に向けて制作中であることを発表。アルバムは全12曲を収録する予定であったが、7月14日にジョーンズが脱退したことにより7曲に減ってしまい、最終的にアルバムの計画は破棄されることとなった。ジョーンズの脱退と同日、ケイシー・デュランスとブライアン・シマンスキが加入した。
8月からフルアルバムの録音を開始し、そのうちの3曲をEP『Understanding The Brobecks Step 1』として9月7日に配布開始した。11月4日にアルバムの録音作業が完了し、ミキシング作業に移ったことが報告され、この翌月に初のフルアルバム『Understanding the Brobecks』が発売された。ウィークスは同作を初めて作曲作業や録音作業に取り組んだ作品とし、ガレージで8トラックのテープ・レコーダーを使用して録音したと説明している。
ザ・ブロベックスとしての最初のライブはソルトレークシティにあるキルビー・コートで行われ、このライブにはメンバーの家族や友人らが参加した。

### 2004年 - 2005年: 『Happiest Nuclear Winter』
2004年3月14日、2枚目のアルバムの録音作業を開始し、12月5日に制作が完了する。2005年1月22日に2枚目のアルバム『Happiest Nuclear Winter』を発売。発売後に行われたライブは、ウィークスにとって「本格的なパフォーマンス体験」となったと同時に音楽を追究するきっかけとなった。
アルバムについて、タブロイド紙『ソルトレークシティ・ウィークリー』のビル・フロストはテレビドラマ『The O.C.』や映画『アトミック・カフェ』の音楽になぞらえて称賛し、月刊誌『スラッグ』のネイト・マーティンはその音楽性を「ウィーザー+ゼイ・マイト・ビー・ジャイアンツ+ザ・フレーミング・リップス+アルカリ・トリオ」とたとえた。

### 2005年 - 2006年: メンバー編成の変更、『Goodnight, and Have a Pleasant Tomorrow』
2005年6月28日にシマンスキとグラスが脱退を発表し、7月6日にネイト・レスリーとデイヴ・チザムが加入した。この同日に新たな作品の制作に取り組んだことが発表され、8月20日にバンド名を関したEP『The Brobecks』を発売した。
2006年1月の第2週から3枚目のアルバムの録音作業が開始され、2月26日に完成したことが発表される。5月1日にCDbaby.comで3枚目のアルバム『Goodnight, and Have a Pleasant Tomorrow』が発売され、10月20日に配信が開始された。同作に収録された「Heartbreak or Death」「I'll Be Fine」「Aeroplanes」の3曲はウィークスが作曲に携わっていない初の楽曲となった。Bandcampでウィークスでこのアルバムを嫌っていることを公言し、「作っていた時は熱心になれなかったんだと思う」と回想している。

### 2007年 - 2013年: 『Violent Things』、解散

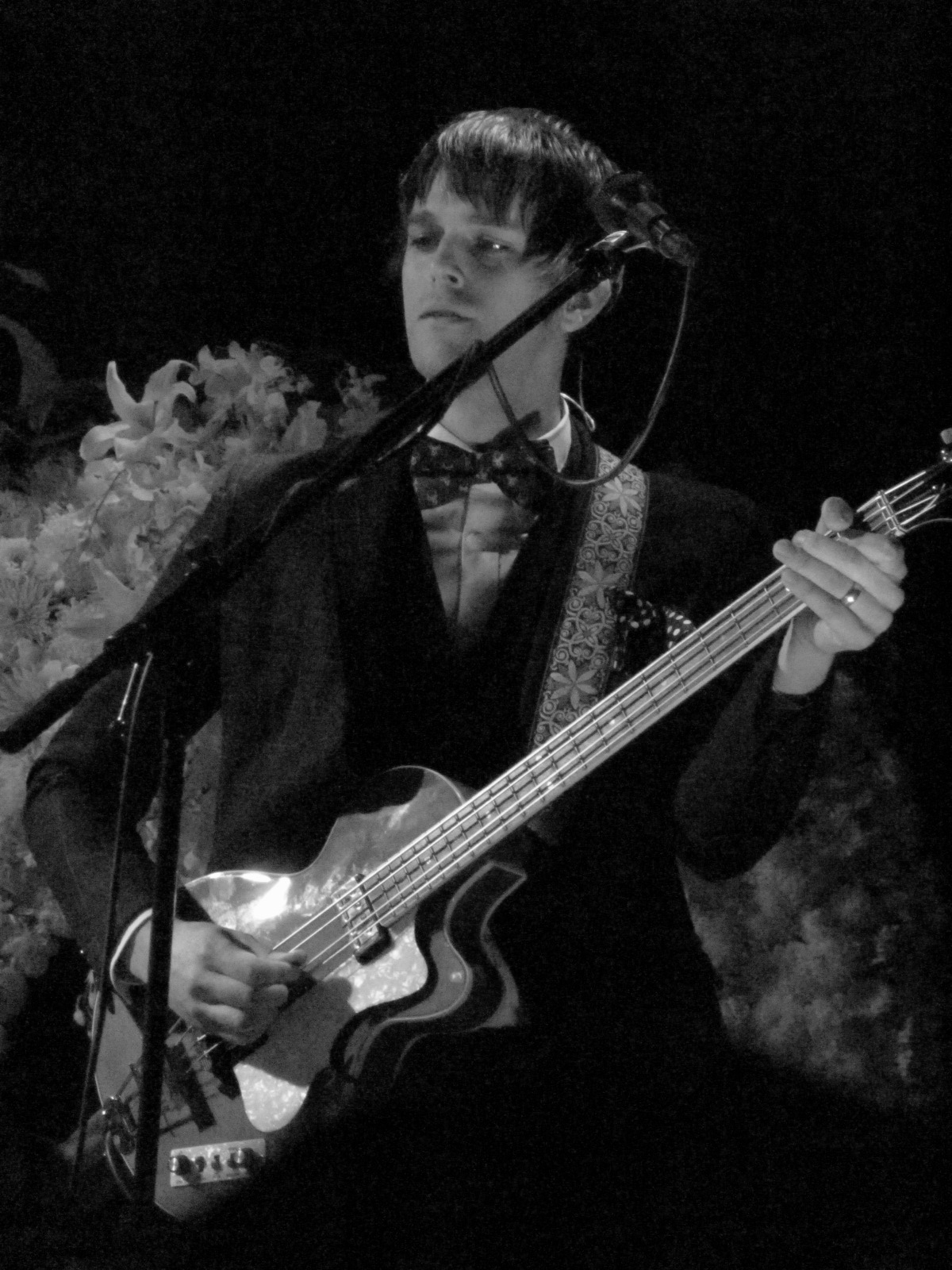
パニック!アット・ザ・ディスコのバワリー・ボールルーム公演でのウィークス（2011年）

2007年初頭にウィークス以外のメンバーが脱退。このうち脱退後に漫画家に転身したチザムは「各メンバーの趣味がはっきりとしたことによる不和」や「音楽業界に対する興味が全面的に失われている」ことを理由として挙げた。その後、ウィークスはマット・セッピとドリュー・デヴィッドソンの2人をメンバーに迎える。12月29日、MySpaceでクリスマスソング「Christmas Drag」を公開。
2008年6月3日、ライアン・シーマンがドラマーとして加入。2009年4月25日、4枚目のアルバム『Violent Things』を発売。ケイシー・クレシェンツォと共に制作した本作は、予算や時間の制約からミキシングやマスタリングを行わずに発売された。なお、ウィークスが単独で全曲の作詞作曲を手がけ、リード・ボーカルを務めた唯一の作品となっている。
2017年の『Coup de Main』の取材で、ウィークスは当時ザ・ブロベックスの活動が停滞して、アイ・ドント・ノウ・ハウ・バット・ゼイ・ファウンド・ミーとして「何か新しいことがしたい」と考えていたと語っている。この時は同プロジェクトの計画は後回しとなり、当時フュエルド・バイ・ラーメンのチーフであったジョン・ジャニックにパニック!アット・ザ・ディスコへの参加を提案される。同年7月30日にツアー・メンバーとして参加した。
2010年9月3日、グラスをドラム・キーボード、ブレンドン・ユーリーをゲスト・ボーカルに迎えたミュージカル『リトル・ショップ・オブ・ホラーズ』の劇中歌の「Skid Row」のカバー音源を公開。2011年11月5日、グラスがレコーディング・エンジニアとプロデューサーを務めた2曲入りEP『Quiet Title EP』を発売。2013年5月3日、ザ・ブロベックスとして最後のライブを開催した。

### 2017年 - 2024年: ウィスパーホーク、アイ・ドント・ノウ・ハウ・バット・ゼイ・ファウンド・ミー

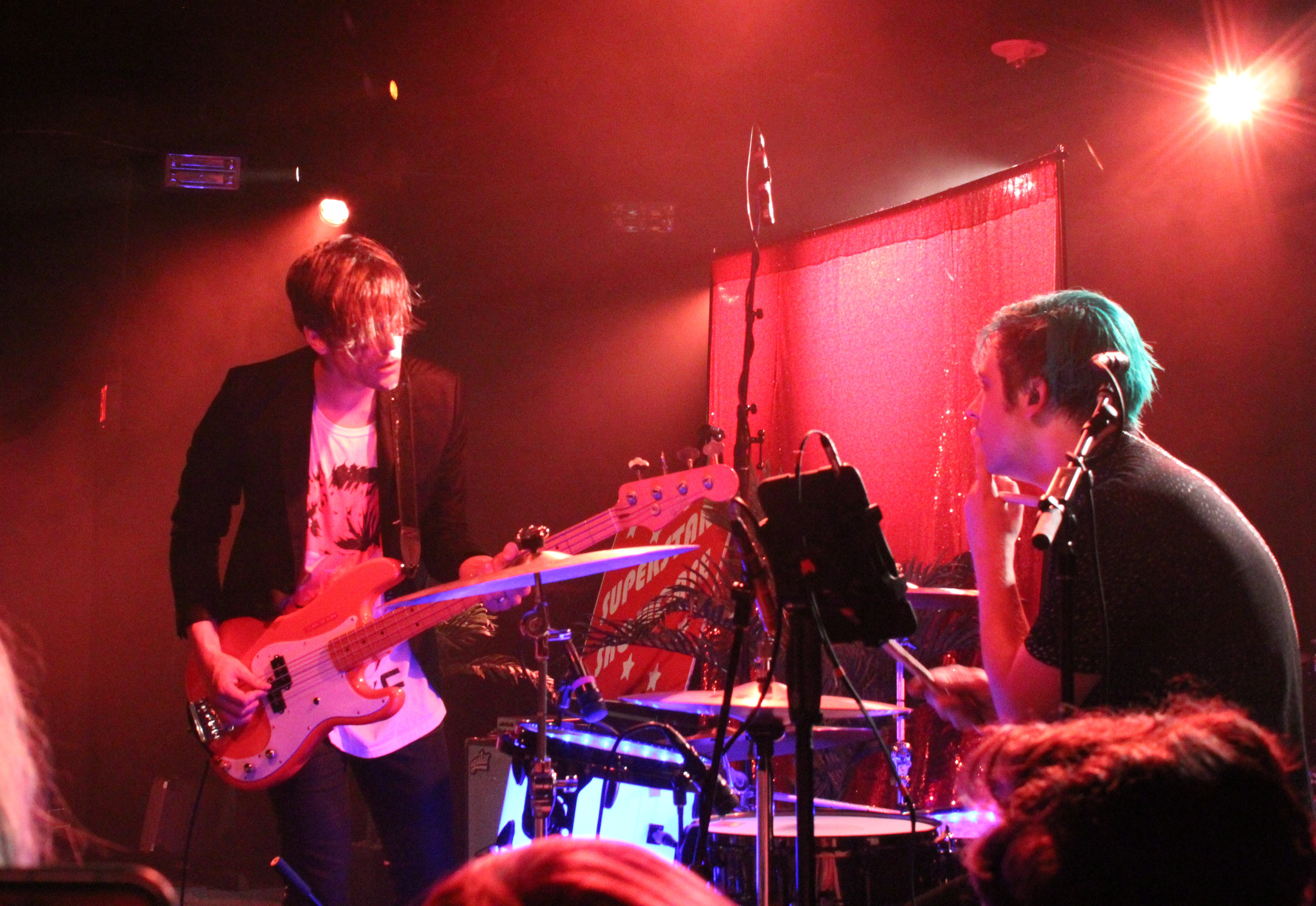
ワシントンD.C.公演でのアイ・ドント・ノウ・ハウ・バット・ゼイ・ファウンド・ミー（2018年）

2017年にグロスがウィスパーホーク（英: Whisperhawk）名義で発売したEPでソロ活動を開始し、2018年に初のフル・アルバム『Larks』を発売した。このアルバムではグラスがドラムと、かねてより親交のあるアート・ウェブがキーボードで参加した。同じ頃、パニック!アット・ザ・ディスコを離れたウィークスが録音作業を開始。ウィークスはザ・ブロベックスの解散以来シーマンと連絡を取り合っており、これがアイ・ドント・ノウ・ハウ・バット・ゼイ・ファウンド・ミーの結成につながることとなった。
デュオ結成後に行われたライブで、2人は幅広い客層にザ・ブロベックスの楽曲を演奏する機会を見出し「Bike Ride」「Anyone I Know」「Boring」「A Letter」「Visitation of the Ghost」などザ・ブロベックス時代の楽曲を複数演奏した。なお、後者2曲が演奏された公演では観客の参加やバントとの交流が見受けられた。「A Letter」ではバンドと共に観客が合唱した。「Visitation of the Ghost」ではウィークスが観客の方に歩み寄っていきスナップを撮ったほか、チャペル・ローンの「HOT TO GO!」やサブリナ・カーペンターの「プリーズ・プリーズ・プリーズ」、ソフィー・エリス・ベクスターの「マーダー・オン・ザ・ダンスフロア」などのカバー曲をエンディングに盛り込み、コールアンドレスポンスを行う一幕があった。
2017年、ウィークスは『Coup de Main』の取材でデュオとしてザ・ブロベックスの楽曲で「2、3曲」やり直したい楽曲が存在することを明かす。最初に取り上げられたのは「Christmas Drag」で、2019年に発売されたEP『Christmas Drag』の表題曲として再録音された。続いて「Clusterhug」が2020年に発売されたデュオとしてのデビュー・アルバム『Razzmatazz』、「A Letter」が2024年に発売された2枚目のスタジオ・アルバム『Gloom Division』の収録曲として再録音された。なお後者ではグラスと共演している。同年春にはウィスパーホークがデビュー・アルバム『Understanding the Brobecks』のリマスター盤を発売。全12曲から7曲のみを収録した同リマスター盤について、『スラッグ』のヨンニ・ウリベは肯定的な見解を示し、楽器編成および作品全体の明瞭さと耳あたりの良さを称賛した。

### 2024年 -: 再結成、『Not Dead Yet』
2024年2月、ウィークスはザ・ブロベックスがTikTokやSpotifyなどで再興するようになったことについて触れ、「20年経って、長い年月をかけて取り組んできたことがとうとう注目されるようになったのは素晴らしいことだ」と語った。また、ウィークスは『Violent Things』以外の作品の音楽配信も検討していたものの、ロイヤリティなどの問題から実現されなかった。
12月10日、ウィークスとその妻が所有するノーン・ユー・ジャーク・レコードが2025年1月1日に2枚目のスタジオ・アルバム『Happiest Nuclear Winter』の再発売することを発表。2025年1月2日には初期2作品の制作風景などを収めたドキュメンタリー映画『Not Dead Yet』の制作を発表し、予告編を公開した。同年3月にはウィークス、グラス、グロスの3人が音楽雑誌『ロック・サウンド』の取材に応じ、「少なくとも2曲」の新曲を制作していることを明かした。

## メンバー
在籍中のメンバー
- ダロン・ウィークス / Dallon Weekes – リード・ボーカル、ベースギター（2002年 - 2013年、2024年 - ）
- マイケル・グロス / Michael Gross – リード・ボーカル、リードギター（2002年 - 2013年、2024年 - ）
- マット・グラス / Matt Glass – ドラム、プロダクション（2002年 - 2005年、2024年 - ）
- ブライアン・シマンスキ / Bryan Szymanski – キーボード（2003年 - 2005年、2024年 - ）

旧メンバー
- スコット・ジョーンズ / Scott Jones – リード・ボーカル、リードギター、キーボード、ドラム（2002年 - 2003年）
- ケイシー・デュランス / Casey Durrans – リードギター（2003年 - 2004年）
- ネイト・レスリー / Nate Leslie – ドラム（2005年 - 2007年）
- デイヴ・チザム / Dave Chisholm – キーボード、トランペット（2005年 - 2007年）
- ドリュー・デヴィッドソン / Drew Davidson – ドラム（2007年 - 2009年）
- マット・セッピ / Matt Seppi – キーボード、リードギター（2007年 - 2008年）
- ジョシュ・レオー / Josh Rheault – キーボード、リードギター（2008年 - 2009年）
- コナー・ドイル / Connor Doyle – リードギター（2008年 - 2009年）
- ライアン・シーマン / Ryan Seaman – ドラム（2008年 - 2009年）

## 音楽性
ザ・ブロベックスの音楽性はインディー・ロック、インディー・ポップ、エレクトロ・ポップ、パワー・ポップに分類される。ウィークスはバンドについて「小さなインディー・ロックンロール・バンド」と説明している。『ウィークリー・アリバイ』のサイモン・マコーマックは、バンドの音楽について「ポップでありながら、ほんの少しぎこちなさととっつきにくさがある」とし、ザ・フレーミング・リップスやトーキング・ヘッズ、ビルト・トゥ・スピルなどバンドが影響を受けたバンドのような「アンチ・ポップ」の側面を特徴と見なした。

## 作品
スタジオ・アルバム
- Understanding The Brobecks（2003年）
- Happiest Nuclear Winter（2005年）
- Goodnight, and Have a Pleasant Tomorrow（2006年）
- Violent Things（2009年）

EP
- A Very Brobeck Christmas（2003年）
- Remixing The Brobecks（2004年）
- The Brobecks（2005年）
- Small Cuts（2007年）
- I Will, Tonight（2008年）
- Your Mother Should Know #1（2010年）
- Quiet Title（2012年）